# Eduardo Abranches de Soveral

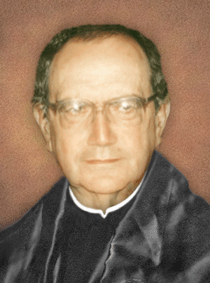
Prof. Doutor Eduardo Abranches de Soveral

Eduardo Silvério de Abranches de Soveral (Mangualde, Mangualde, 18 de Agosto de 1927 — Vila Real, 29 de Julho de 2003) foi um professor, diplomata e filósofo português, com vasta obra publicada. Foi professor catedrático de Filosofia na Faculdade de Letras da Universidade do Porto, bem como professor nas universidades de Petrópolis, Gama Filho e Estadual do Rio de Janeiro, e membro da Academia de Ciências de Lisboa e da Academia Brasileira de Filosofia.
Nasceu em Mangualde por acidente, mas viveu a sua meninice e juventude na cidade de Viseu, onde moravam seus pais, o Dr. Ramiro de Soveral Soares de Albergaria, aí advogado e muitos anos provedor da Santa Casa da Misericórdia, e sua mulher D. Cristiana Maria de Abranches de Lemos e Sousa de Menezes, filha do General Eng. Silvério de Abranches de Lemos e Menezes e neta do ilustre visiense Dr. Silvério Augusto de Abranches Coelho e Moura.
Foi adepto do Integralismo Lusitano e antes de entrar na vida académica seguiu brevemente a carreira diplomática. No Ministério dos Negócios Estrangeiros foi secretário de Legação (1956) e chefe do Serviço do Pacto de Atlântico (1958), em cujas negociações participou. Quando da visita da rainha Isabel II a Portugal, foi um dos diplomatas nomeados para a acompanhar, sendo por ela agraciado com a Royal Victorian Order (M.V.O) a 18 de Fevereiro  de 1957.
Depois de se formar na Universidade de Coimbra em Ciências Histórico-Filosóficas (1952), e enquanto aguardava colocação no corpo diplomático, a que concorrera, foi um ano lectivo professor no então Liceu de Viseu. Era assistente na Faculdade de Letras da Universidade de Lisboa quando em 1962 foi aprovado em concurso público para restabelecer o curso de Filosofia na Faculdade de Letras da Universidade do Porto. Doutorou-se nesta universidade em 1966, tendo sido aprovado por unanimidade, com distinção e louvor, para o que apresentou uma dissertação com o título «O Método fenomenológico. Estudo para a determinação do seu valor filosófico». Prestou provas para professor extraordinário a 26 de Junho de 1969, alcançando a cátedra de Filosofia com 42 anos de idade, a 20 de Março de 1970.
Viveu e leccionou no Brasil durante 10 anos, onde, com licença sabática e uma bolsa de estudo do Ministério da Educação português, realizou um trabalho de investigação pioneiro sobre os filósofos de língua portuguesa, então sobretudo brasileiros. Em 1985 regressou à sua cátedra na Faculdade de Letras da Universidade do Porto, onde desenvolveu a docência até ser jubilado, em 1997, sendo então o decano da Faculdade. Foi distinguido com a Medalha de Ouro da Faculdade e fundou o Instituto de Filosofia da Universidade do Porto, sendo o seu primeiro director e presidindo ao respectivo Gabinete de Pensamento Português.
A Faculdade de Letras da Universidade do Porto organizou em Março de 2009 um colóquio sobre a sua obra, intitulado «Eduardo Abranches de Soveral. O Pensador, o Filósofo, o Humanista», em que participaram alguns dos principais especialistas de Filosofia de Portugal e do Brasil, cujas comunicações foram publicadas no final desse ano num livro com o mesmo título.